# Alava Dolmen
Die Álava Dolmen [ˈalaβa] sind eine Gruppe von 85 Dolmen in der Provinz Álava, im spanischen Baskenland zwischen dem Kantabrischen Gebirge und dem Ebro. Einige gehören zur Ruta de los dólmenes (deutsch „Dolmenrute“). Die am besten erhaltenen gruppieren sich an drei Stellen.

## Laguardia
Bei Laguardia liegen: Alto de la Huesera, Chabola de la Hechichera und El Encinal.

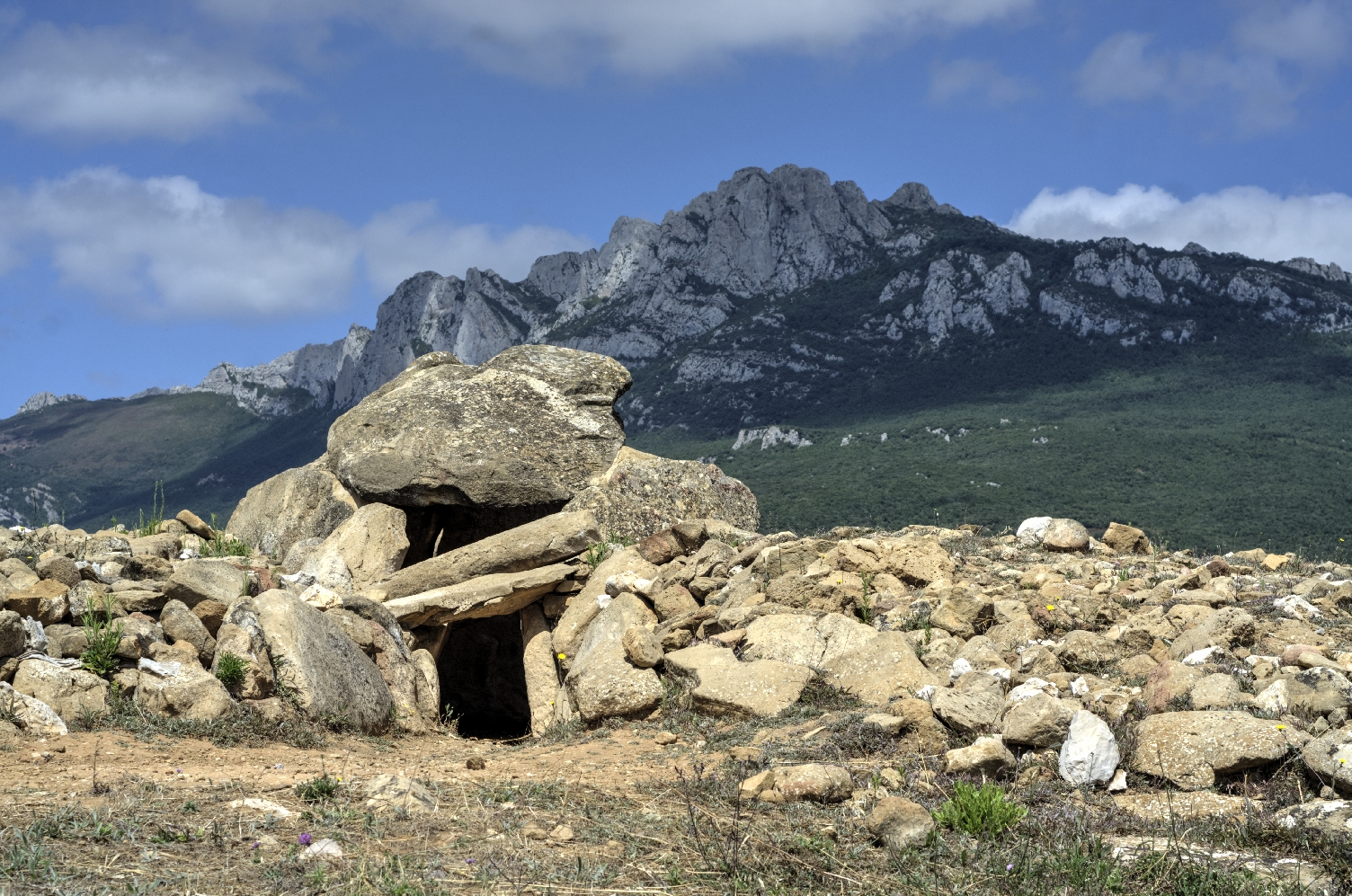
Alto de la Huesera

Alto de la Huesera ▼ wurde 1948 entdeckt und ausgegraben. Die Kammer besteht aus sechs Steinen, mit einem Deckstein, der zerbrochen und zwischen ihnen verstürzt ist. Feuerstein und eine große Menge menschlicher Knochen wurden hier gefunden.
Chabola de la Hechicera ▼ (Baskisch: Sorginaren Txabola dt. die Hexenhütte) bei Erletxe wurde 1935 von Álvaro de Gortazar entdeckt. Sie wurde im Jahre 1936 Jose Miguel Barandiaran 1936 und erneut 1974 ausgegraben. Drei große vertikale Steine stützen den großen horizontalen flachen Deckstein. Neun große Steine bilden eine polygonale Kammer. Der Korridor besteht aus fünf Steinen und ist in zwei Teile geteilt. Die Anlage ist die größte im Baskenland. Die Fragmente einer spätjungsteinzeitlichen rundbodigen Schüssel mit gestempeltem Dekor gehören zur Originalbelegung. Der Hügel wurde aber nachgenutzt, denn es gibt auch Funde aus der Bronzezeit und keltiberische Relikte.
El Encinal (Elvillar – nicht zu verwechseln mit dem gleichnamigen Dolmen bei Rioja) ▼ liegt in einer Baumgruppe, und hat eine Reihe großer Tragsteine aber sein Deckstein fehlt. Menschliche Überreste, einige Steinwerkzeuge und eine Scherbe der Töpferware wurden 1951 hier ausgegraben.

Alava Dolmen
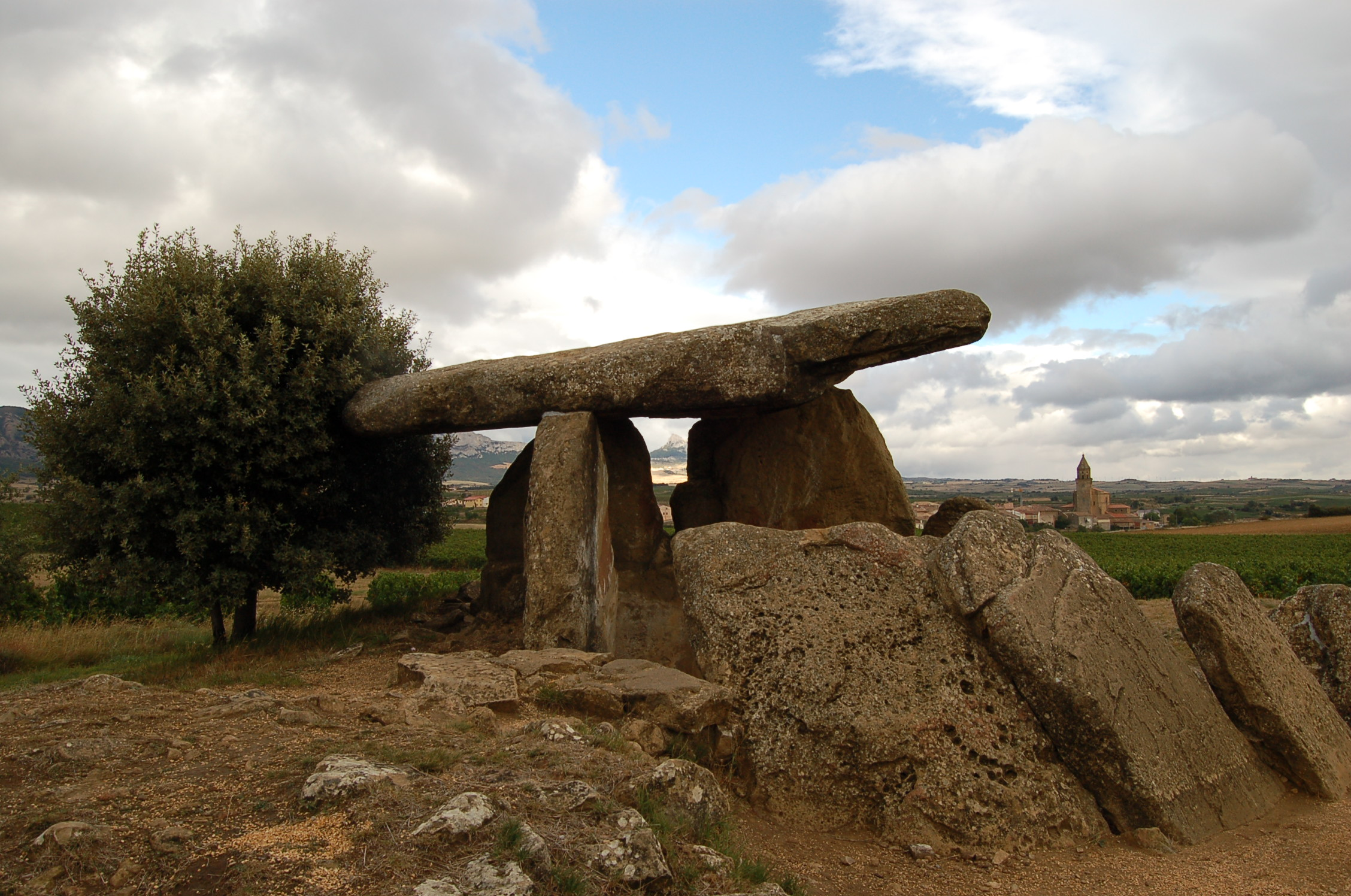
Die Hexenhütte (Chabola de la Hechicera)
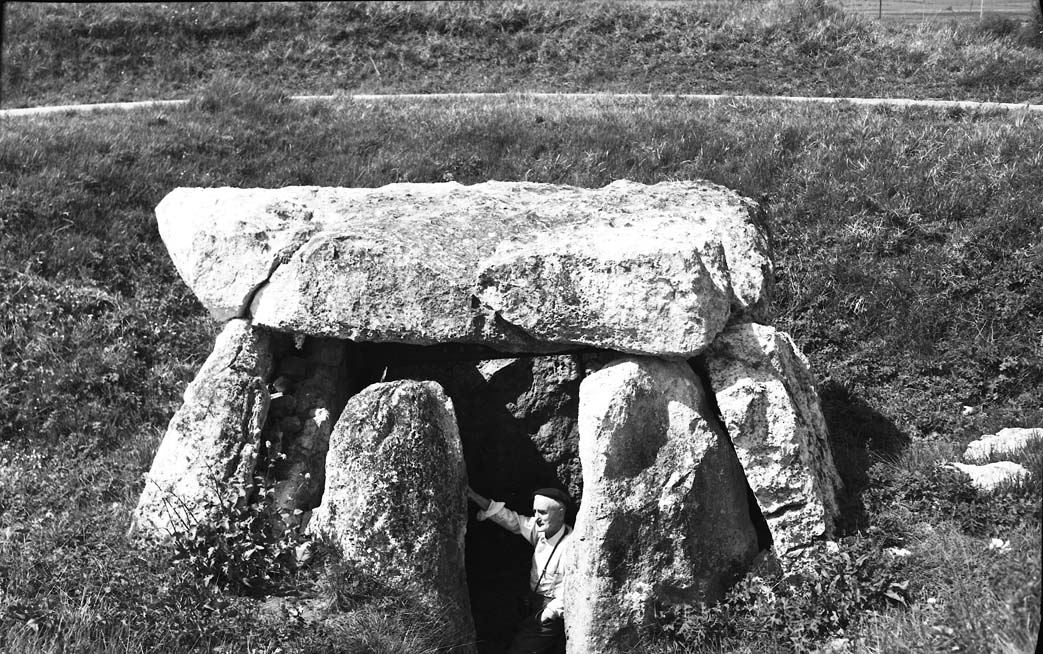
Der ausgegrabene Aizkomendi Dolmen in Eguilaz 1911
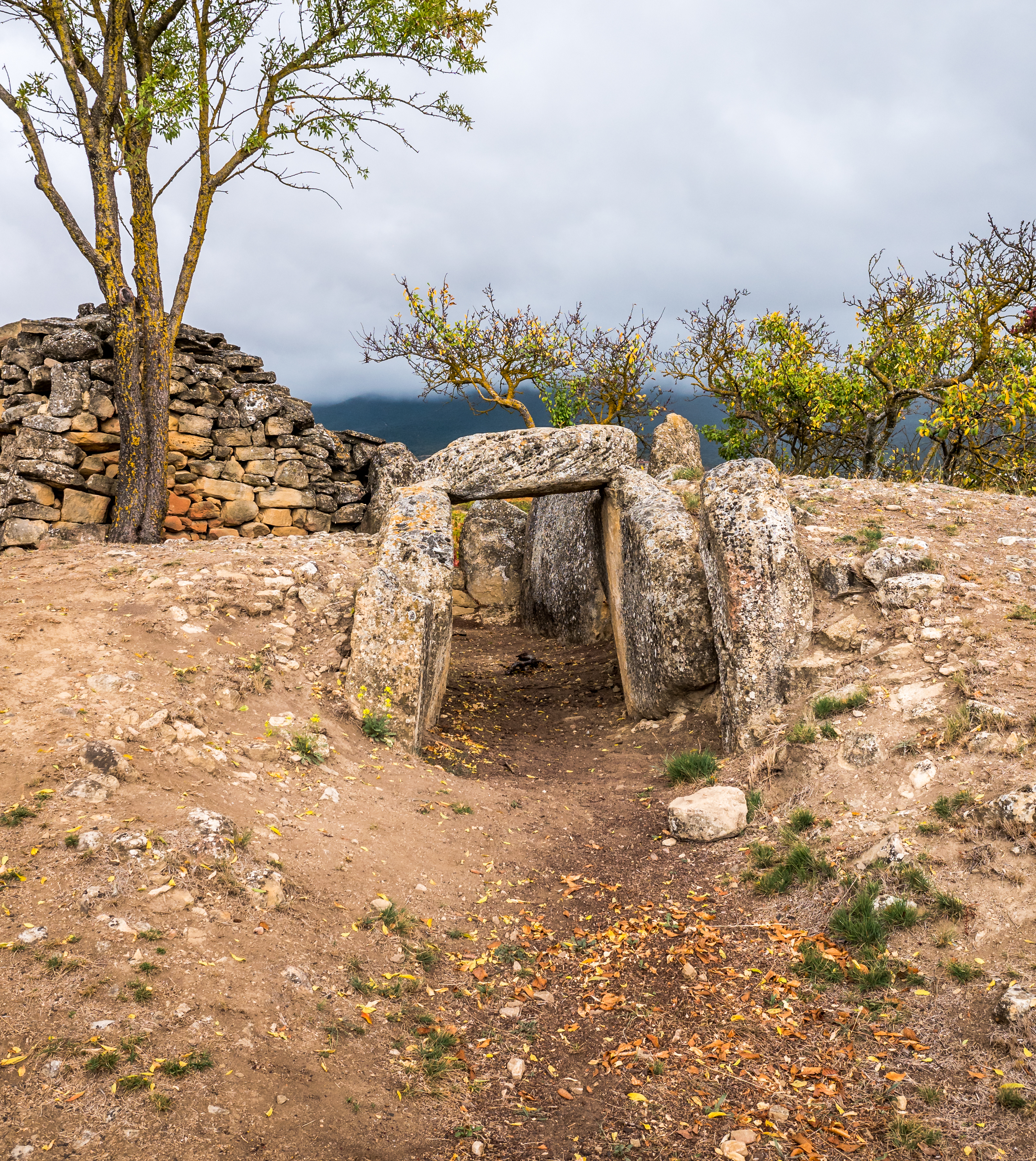
Dolmen San Martín

## La Hoya

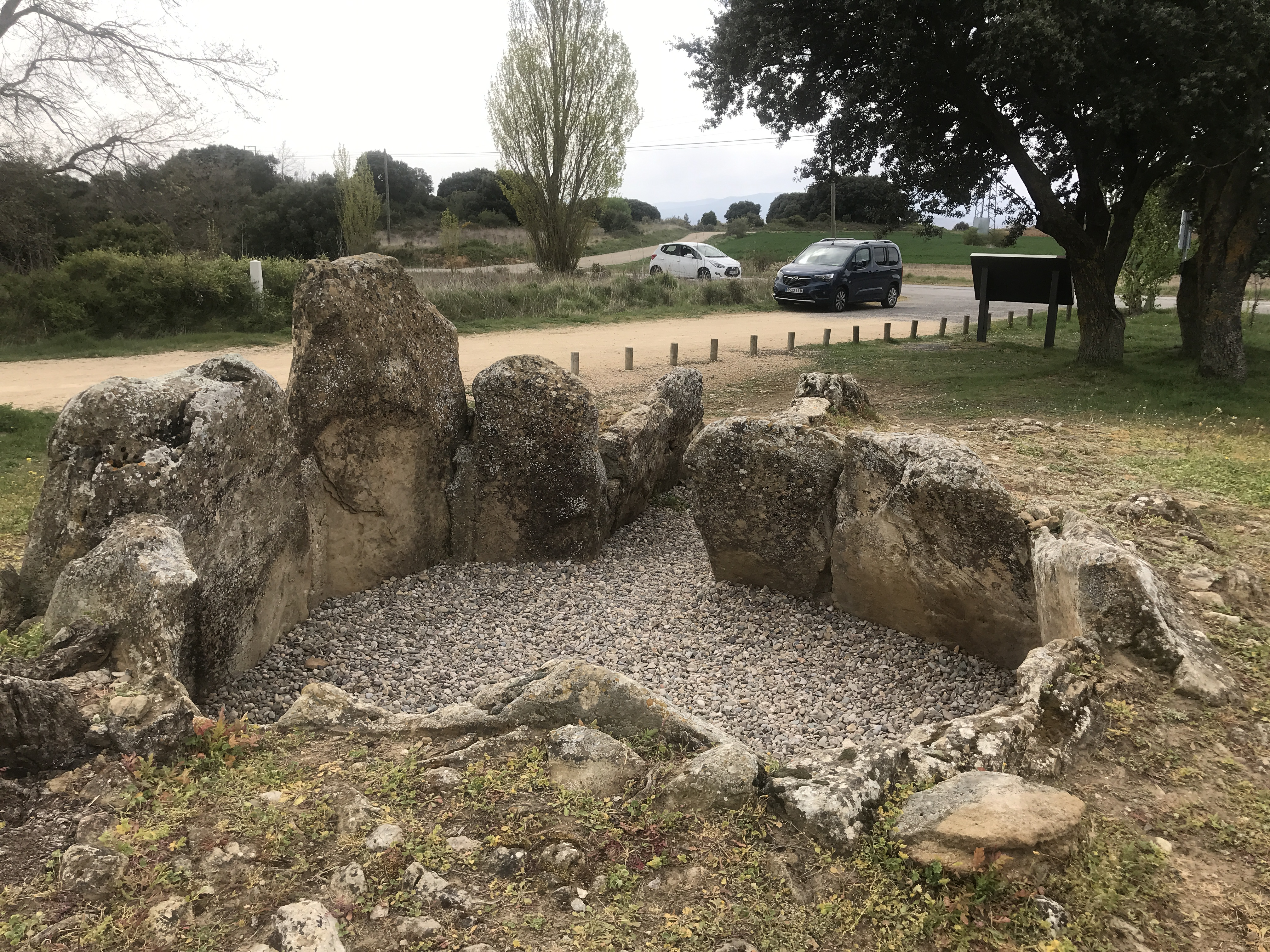
Dolmen El Sotillo

Die Dolmen San Martin ▼ und El Sotillo ▼ sowie ein jungsteinzeitliches und keltiberisches Dorf liegen nördlich von Laguardia bei La Hoya.
Östlich von Vitoria-Gasteiz liegen Sorgiñetxe (Haus der Hexen) und Aitzkomendi.
Sorgiñetxe ▼ ist wahrscheinlich ein früher Dolmen, der aus sechs Tragsteinen und dem Deckstein besteht, der sich in situ befindet. Von seinem Erdhügel wurden keine Spuren gefunden. Menschliche Überreste und ein Pfeilspitze aus Feuerstein wurden 1890 bei einer Ausgrabung gefunden.
Aitzkomendi ▼ hat eine aus zehn Steinen gebildete völlig geschlossene Kammer und ist besonders groß. Die rechteckige Kammer misst ungefähr 3 × 2 m und erreicht eine Höhe von 3 Metern. Vom originalen Erdtumulus ist noch dreiviertel erhalten. Spätjungsteinzeitliches und bronzezeitliches Material wurde in der Kammer gefunden. Eisenzeitliche Urnen wurden im Erdhügel entdeckt.

## Cuartango-Tal

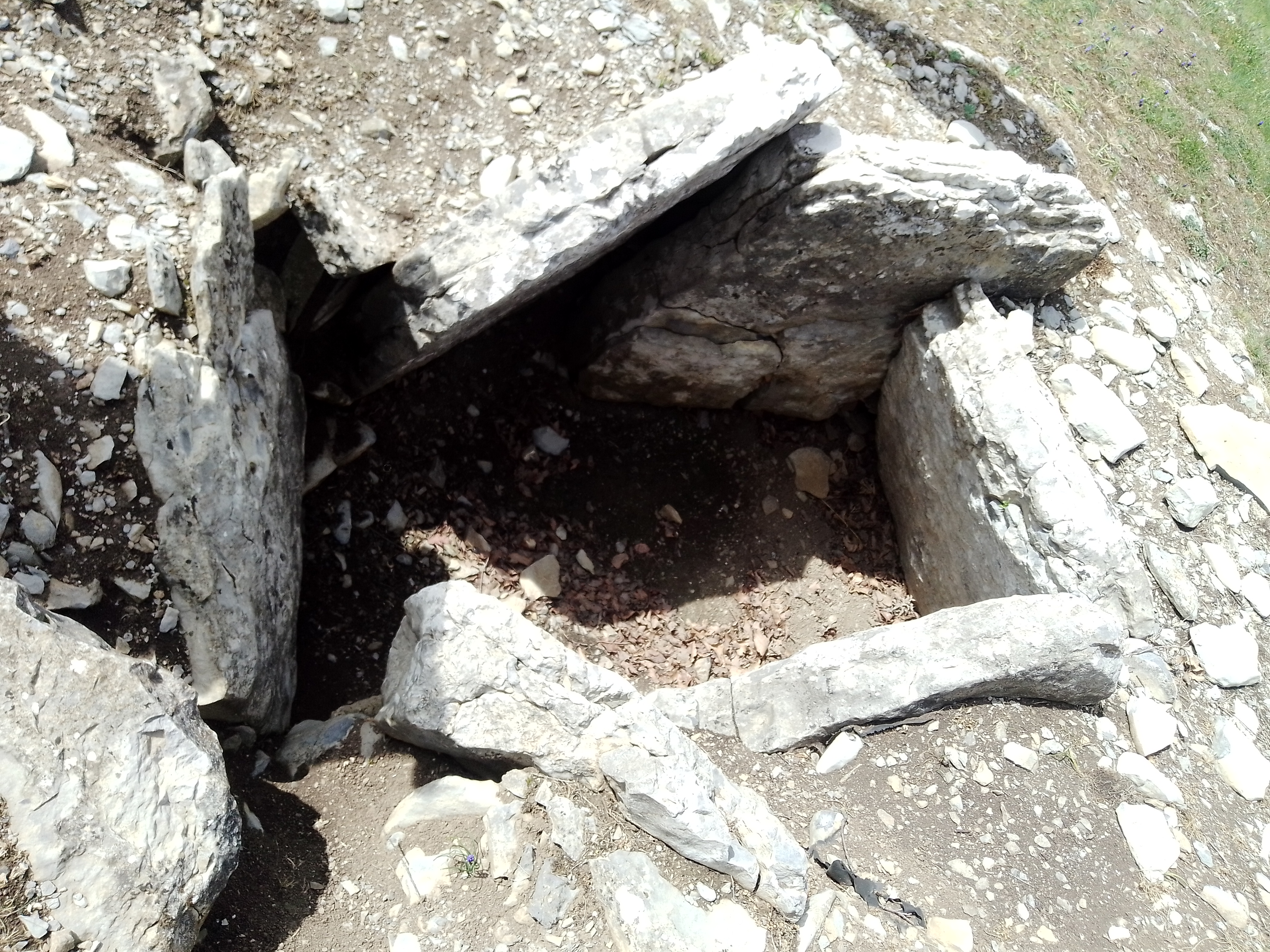
Dolmen San Sebastián Nord

Im Cuartango-Tal (dt. Kuartango) liegen mit San Sebastián Nord ▼ und Süd ▼ die beiden größten Anlagen. Sie wurden, wie Gurdipe Süd, im 19. Jahrhundert ausgegraben. Die Überreste von Gurdipe Nord wurden erst 1955 entdeckt und 1962 ausgegraben. Keiner der San Sebastian Dolmen hat seinen Deckstein, aber sie sind ansonsten sehenswert. Der südliche hat noch große Teile seines unregelmäßigen Erdhügels.
Die meisten der Artefakte sind im Museo de Arqueología de Álava und in den Museen von Laguardia und Vitoria-Gasteiz zu sehen.

## Sehenswürdigkeiten
- Cueva de los Husos bei Elvillar
- Ruta de los Dolmenes